# React (canção)
"React" é uma canção do grupo de hip hop Onyx, de seu terceiro  álbum Shut 'Em Down. A canção inicia com X-1 e, em seguida, um desconhecido 50 Cent começa a cantar em sua primeira aparição oficial em uma canção. "React" foi lançada em 2 de junho de 1998, através da Def Jam Recordings e foi produzido por Bud'da. Este foi o mais bem sucedido dos dois singles do álbum, atingindo as posições 62 no Hot R & B / Hip-Hop Singles & Tracks e #44 na Hot Rap Singles. A canção tem trechos de "Mona Lisa" do Slick Rick.
Allmusic destacou a música em si quando revisou o álbum.